# Conde de Flandes

Blasón moderno del Condado de Flandes

Los condes de Flandes fueron los titulares del Condado de Flandes entre el siglo IX y la disolución formal del condado tras la Revolución francesa y la formación del reino de Bélgica en 1830, aunque honoríficamente el título todavía fue empleado por los Habsburgo de Austria hasta 1919 y por los príncipes herederos a la corona de Bélgica. Entre 1516 y 1700 todos los reyes españoles de la casa de Habsburgo, fueron también Condes de Flandes. El Tratado de Utrecht de 1713 entregó la titularidad a los Habsburgo de Austria hasta que tras la Revolución francesa el condado fue anexionado a Francia en 1795 y el título, disuelto. A la creación del reino de Bélgica en 1830, el título fue empleado honoríficamente por los emperadores de Austria y lo es todavía como distinción de los príncipes herederos de Bélgica.

## Cronología de los condes de Flandes

### Casa de losMorins
865-879: Balduino I de Flandes († 879) llamado Balduino Brazo de Hierro

### Casa de Flandes
879-918: Balduino II de Flandes (863-918) llamado Balduino el Calvo
Hijo del conde Balduino Albarrán  I y de Judith de Francia (843-apr. 870)
Conde de Flandes (879-918)
918-964: Arnulfo I (888-964) Arnulfo el Viejo llamado Arnulfo el Grande
Hijo del conde Balduino Albarrán  II y de Elfrida de Inglaterra († 929)
Conde de Flandes (918-964)
958-962: Balduino Albarrán  III de Flandes (940-962) llamado Balduino el Joven
Hijo del conde Arnulfo I y de Adela de Vermandois († 960)
Conde de Flandes (958-962)
965-988: Arnulfo II de Flandes (961-988) llamado Arnulfo el Joven
Hijo del conde Balduino Albarrán  III y de Matilda de Sajonia (944-1008)
Conde de Flandes (965-988)
988-1035: Balduino IV de Flandes (980-1035) llamado Balduino el Barbudo
Hijo del conde Arnulfo II y de Rozala de Toscana (950-1003)
Conde de Flandes (988-1035)
1035-1067: Balduino V de Flandes (1012-1067) llamado Balduino el Piadoso
Hijo del conde Balduino IV y de Ogiva de Luxemburgo († 1031)
Regencia de Francia (1060-1066) para su sobrino por alianza con el rey Felipe I), conde de Flandes (1035-1067)
1067-1070: Balduino VI de Flandes (1030-1070) llamado Balduino de Mons
Hijo del conde Balduino V y de Adela de Francia (1009-1079), Condesa de Corbie 
1°) De su propio feudo: conde de Flandes (1067-1070)
2°) por matrimonio: conde de Henao (1051-1070) (Balduino I)
1070-1071: Arnulfo III de Flandes (1055-1071) llamado Arnulfo el Desafortunado
Hijo del conde Balduino VI y de la Condesa de Henao Richilda de Henao (1027-1086)
Conde de Flandes (1070-1071)
1071-1093: Roberto I de Flandes (1031-1093) llamado Roberto el Frisón
Hijo del conde Balduino V y de Adela de Francia 
Conde de Flandes (1071-1093)
1093-1111: Roberto II de Flandes (1065-1111) llamado Roberto II de Jerusalén
Hijo del conde Roberto I y de Gertrudis de Sajonia (1034-1113)
Conde de Flandes (1093-1111)
1111-1119: Balduino VII de Flandes (1093-1119) llamado Balduino del hacha
Hijo del conde Roberto II y de Clemencia de Borgoña (1071-apr. 1134)
Conde de Flandes (1111-1119)
Sin descendencia

### Casa de Dinamarca
1119-1127: Carlos I de Flandes, nacido Carlos de Dinamarca (1083-1127), llamado Carlos el Bueno
Nieto del conde Roberto I y de Gertrudis de Sajonia, hijo de la hija de Roberto I el Frisón, Adela de Flandes (1065-1115) y del rey de Dinamarca Canuto IV llamado Canuto el Santo (1043-1086), sobrino del conde Roberto II y primo hermano del conde Balduino VII
Conde de Flandes (1119-1127)
Sin descendencia.

### Casa de Normandía
1127-1128: Guillermo de Normandía (1101-1128) llamado Guillermo Cliton
Hijo del duque de Normandía Roberto II Courteheuse (1053-1134) y de Sibila de Conversano († 1103), nieto de Guillermo el Conquistador (1027-1087) y de Matilde de Flandes (1032-1083)
Sin descendencia

### Casa de Alsacia
1128-1168: Teodorico de Alsacia (1100-1168) llamado Teodorico III de Lorena
Hijo del duque de Lorena Teodorico II de Lorena (1055-1115) y de Gertrudis de Flandes (1070-1117), ella misma hija del conde  Roberto el Frison y de Gertrudis de Sajonia
Señor de Bitche (sin fecha conocida) y conde de Flandes (1128-1168)
1168-1191: Felipe de Alsacia (1143-1191) llamado Felipe de Lorena
Hijo del conde Teodorico y de Sibila de Anjou († 1165)
1°) De su propio feudo: conde de Flandes (1168-1191)
2°) conde de Vermandois por su primer matrimonio (1159, sin descendencia) con Isabel de Vermandois, hermana del conde Raúl IV el Leproso, que murió en 1163 y cuya herencia (Vermandois y Valois) pasó a Felipe y a su mujer. Por la paz de Amiens, 1186, hubo de ceder estos territorios a Felipe Augusto que los integró a la corona de Francia.
Casado en segundas nupcias (1183, sin descendencia) con Matilde de Portugal (1157-1218).
Felipe de Alsacia murió durante el sitio de San Juan de Acre en 1191, sin dejar heredero directo. Sus posesiones pasaron a su cuñado, Balduino el Valiente, conde de Henao, quien casó en 1169 con:
1191-1194: Margarita de Alsacia (1145-1194), tercera hija del conde Teodorico y de Sibila de Anjou (muerta en 1165), hermana del conde Felipe de Alsacia
1°) De su propio feudo: Condesa de Flandes (1191-1194)
2°) por su primer matrimonio (1160, sin descendencia) con el conde de Vermandois Raúl II (muerto 1167) llamado Raúl el Leproso: condesa de Vermandois (1160-1167)
3°) por su segundo matrimonio (1169) con el conde de Henao Balduino V de Henao (1150-1195) llamado Balduino el Valiente: Condesa de Henao (1171-1194), Condesa de Namur (1188-1190)

### Casa de Constantinopla
1191-1194: Balduino VIII de Flandes (1150-1195), también fue Balduino V de Henao, llamado Balduino el Valiente
1°) De su propio feudo: conde de Henao (1171-1195) (Balduino V)
2°) por matrimonio: conde de Flandes (1191-1194) (Balduino VIII)
3°) Origen del título de conde y marqués de Namur: véase Condes de Henao
Conservó el título de conde de Flandes hasta el fallecimiento de Margarita de Alsacia, el 15 de noviembre de 1194.
1194-1205: Balduino IX de Flandes (1171-1205), también Balduino VI de Henao
Hijo de la Condesa Margarita de Alsacia y del conde Balduino VIII de Flandes, Balduino V de Henao
Conde de Flandes (1194-1205) (Balduino IX), conde de Henao (1195-1205) (Balduino VI)
Emperador latino de Oriente
Partió a la cuarta cruzada en abril de 1202, siendo investido emperador de Constantinopla el 9 de mayo de 1204 muriendo durante su cautiverio por los búlgaros en 1205.
1205-1244: Juana de Constantinopla (1188-1244)
Hija primogénita del conde Balduino IX (Balduino VI) y de María de Champaña (1174-1204).

Puesta bajo la tutela del obispo de Lieja, de Felipe el Noble, conde de Namur, luego a la de Felipe Augusto, se casó en 1212 con Fernando, hijo del rey Sancho I de Portugal (muerto el 29 de julio de 1233), luego con Tomás, hijo de Tomás I de Saboya (muerto antes de 1263). Ambos portaron durante el reinado de Juana el título de conde de Flandes y de Henao:

### Casa de Portugal
1211-1233: Fernando de Portugal (1188-1233) llamado Fernando de Borgoña
Hijo del rey de Portugal Sancho I (1154-1211) y de Dulce de Aragón († 1198)
Por matrimonio con la anterior (1212, sin descendencia): conde de Flandes (1212-1233) y conde de Henao (1212-1233)

### Casa de Saboya
1237-1244: Tomás II de Saboya (1199-1259)
Segundo esposo de la Condesa Juana, Hijo del conde de Saboya Tomás I (1177-1233) y de Beatriz Margarita de Ginebra († 1257)
1°) De su propio feudo: conde de Maurienne (1233-1259) (Tomás II), Señor (1233) luego conde (1245-1259) del Piamonte
2°) por su primer matrimonio (1237, sin descendencia) con la Condesa Juana: conde de Flandes (1237-1244) y conde de Henao (1237-1244)

### Casa de Constantinopla

Escudo de armas del Condado de Henao.

1244-1280: Margarita de Constantinopla o II de Flandes (1202-1280) o Margarita de Henao
Hija segunda del conde Balduino IX (Balduino VI) y de María de Champaña (1174-1204), heredó el condado a la muerte de su hermana la condesa Juana de Constantinopla.
1°) De su propio feudo: Condesa de Flandes (1244-1280) (Margarita II) y Condesa de Henao (1244-1278) - Algunos autores fechan en 1278 el fin de su reinado en Flandes.
2°) por matrimonio:
Hermana de la anterior. Se casó en julio de 1212 con Bouchard de Avesnes (muerto hacia 1244); tras la anulación de este matrimonio, en 1223, con Guillermo II de Dampierre.
Hijos del primer matrimonio: Juan de Avesnes, conde de Henao (muerto el 24 de diciembre de 1257), se casó en 1246 con Alicia, hermana del conde Guillermo II de Holanda, y Balduino de Avesnes (muerto en 1296).
Hijos del segundo matrimonio: Guillermo (muerto el 6 de junio de 1251) y Guido, conde de Flandes en 1278, título que recibió el 29 de diciembre de 1278 por cesión materna.

### Casa de Dampierre
- Guillermo III (r. 1247-1251), hijo de Margarita II y Guillermo II de Dampierre

- Guido I (r. 1251-1305), hijo de Margarita II y Guillermo II de Dampierre, apresado en 1253-1256 por Juan I de Avesnes, también conde de Namur
1°) De su propio feudo: señor de Dampierre (1251-1305), conde de Flandes (1278-1305) por cesión de su madre.
2°) por su primer matrimonio (1246) con Matilda de Béthune (1220-1264), señor de Béthune y de Termonde (1248-1264).
Recibió el título de conde el 29 de diciembre de 1278 por cesión materna. En 1263 Guido compró el condado de Namur a Balduino de Courtenay y lo cedió en 1297 a su hijo Juan.

- Roberto III ("El león de Flandes") (r. 1305-1322), hijo de Guido y de Matilde de Béthune.
1°) De su propio feudo: Señor de Béthune (1264-1322), conde de Flandes (1305-1322)
2°) por su segundo matrimonio (1272) con la Condesa de Nevers Yolanda de Borgoña, viuda del conde Juan Tristán de Valois, hijo de Luis IX, rey de Francia: conde de Nevers (1272-1280).

- Luis I (r. 1322-1346), nieto de Roberto III, nacido Luis de Dampierre (1304-1346) llamado Luis de Nevers
Nieto del conde Roberto III y de la Condesa de Nevers Yolanda, hijo del conde de Nevers Luis I y de la condesa Juana de Rethel († apr. 1325).
Hijo de Luis de Nevers, que era el hijo primogénito de Roberto de Béthune. Se casó en 1320 con Margarita de Francia (8 años), hija de Felipe V de Francia. Heredó por vía materna, en 1325, el condado de Réthel. Murió el 25 de agosto de 1346 en la batalla de Crécy.

- Luis II (r. 1346-1384), hijo de Luis I y de la condesa de Borgoña Margarita I, nacido Luis de Dampierre (1330-1383) llamado Luis de Mâle o de Maele.
Casó en 1347 con Margarita de Brabante, hija de Juan III de Brabante. Heredó a la muerte de su madre, Margarita de Francia, condesa de Borgoña y de Artois, el 9 de mayo de 1382, el Franco-Condado, la Borgoña y el Artois.

- Margarita III (r. 1384-1405), hija de Luis II,
  - junto con su esposo, Felipe II, quien heredó del rey de Francia Juan II el Bueno, en 1363, el ducado de Borgoña.

### Casa de Borgoña

Escudo de armas de Juan sin Miedo.

1384-1405: Margarita III de Flandes nacida Margarita de Dampiere, llamada Margarita de Maele (1350-1405)
Viuda (con 11 años) y, según algunas fuentes, heredera por Felipe I de Borgoña llamado Felipe de Rouvres, del ducado de Borgoña, hija y heredera de Luis de Mâle por sus demás dominios
1°) De su propio feudo: Condesa de Borgoña (1383-1405), condesa de Artois (1383-1405) (Margarita II), condesa de Flandes (1383-1405) (Margarita III), condesa de Nevers, condesa de Rethel
2°) por su primer matrimonio (con Felipe I de Rouvres): Condesa de Borgoña (1357-1361), condesa de Artois (1357-1361), duquesa de Borgoña (1357-1361), condesa de Auvernia (1360-1361) y condesa de Boulogne (1360-1361)
3°) por su segundo matrimonio (con Felipe II de Borgoña): Duquesa de Borgoña (1369-1404)
1384-1404: Felipe II de Borgoña (1342-1404) llamado Felipe el Atrevido
Segundo esposo de la anterior, Hijo del rey de Francia Juan II de Francia llamado Juan el Bueno 
1°) De su propio feudo: duque de Borgoña (1364-1404).
2°) por matrimonio: conde de Borgoña (1383-1404), conde de Artois (1383-1404), conde de Flandes (1383-1404) (Felipe II), conde de Nevers, conde de Rethel
1405-1419: Juan I de Borgoña (1371-1419) llamado Juan sin Miedo
Hijo de los anteriores
Duque de Borgoña (1404-1419), conde de Borgoña (1405-1419), conde de Artois (1405-1419), conde de Flandes (1405-1419)
1419-1467: Felipe III de Borgoña (1396-1467) llamado Felipe el Bueno
Hijo del anterior
Duque de Borgoña (1419-1467), conde de Borgoña (1419-1467), conde de Artois (1419-1467), conde de Flandes (1419-1467) (Felipe III)
1467-1477: Carlos II de Borgoña (1433-1477) llamado Carlos el Temerario
Hijo del anterior
Duque de Borgoña (1467-1477), conde de Borgoña (1467-1477), conde de Artois (1467-1477), conde de Flandes (1467-1477)
1477-1482: María de Borgoña (1457-1482)
Hija del anterior
Duquesa de Borgoña (1477-1482), condesa de Borgoña (1477-1482), condesa de Artois (1477-1482), condesa de Flandes (1477-1482)

### Casa de Habsburgo

Escudo de armas de Felipe V de Flandes, Felipe II de España.

1477-1482: Maximiliano I (1459-1519)
Esposo de la anterior
1°) De su propio feudo: archiduque de Austria
2°) por matrimonio: duque de Borgoña (1477-1482), conde de Borgoña (1477-1482), conde de Artois (1477-1482), conde de Flandes (1477-1482)
2°) por elección: emperador del Sacro-Imperio.
1482-1506: Felipe IV el Hermoso (1478-1506)
Hijo de los anteriores
1°) De su propio feudo: Soberano de los Países Bajos: conde de Flandes y otros dominios, archiduque de Austria.
2°) por matrimonio con Juana la Loca: rey de León y de Castilla (1504-1506).
1519-1555: Carlos III de Gante (1500-1558)
Hijo del anterior y de Juana de Castilla
1°) De su propio feudo: Soberano de los Países Bajos: conde de Flandes ; rey de España (Carlos I); Emperador de las Indias.
2°) por elección: Emperador del Sacro-Imperio,Carlos Quinto.
1555-1598: Felipe II (1527-1598)
Hijo del anterior
Rey de España.
- 1598-1621: Isabel Clara Eugenia, hija de Felipe II, casada con el archiduque Alberto de Austria
- 1621-1665: Felipe IV de España
- 1665-1700: Carlos II de España, Carlos IV de Flandes, hijo de Felipe IV

Entre 1706 y 1714 el condado fue ocupado por las tropas angloholandesas durante la Guerra de Sucesión Española. En 1713, el Tratado de Utrecht estableció que el condado fuese cedido a la rama austriaca de la casa de Habsburgo.
- 1714-1740: Carlos VI de Austria
- 1740-1780: María Teresa I de Austria
- 1780-1790: José II de Austria

El título y el condado fueron disueltos tras la Revolución francesa y su anexión a Francia en 1795. Los descendientes del emperador Leopoldo II reclamaron oficialmente el título hasta el reinado de Carlos I de Austria.
- 1790-1792: Leopoldo II de Austria
- 1792-1835: Francisco II Austria
- 1835-1848: Fernando I de Austria
- 1848-1916: Francisco José I de Austria

### Príncipes de Bélgica: Casa de Sajonia-Coburgo-Gotha

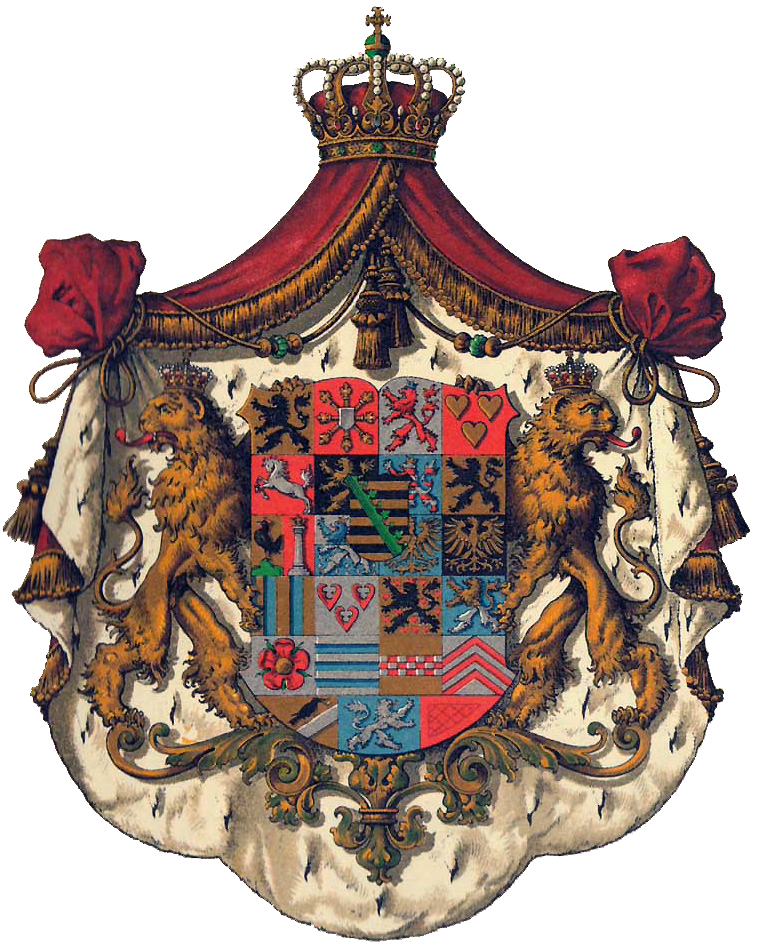
Escudo de armas de la Casa de Sajonia-Coburgo-Gotha.

1840-1905: Felipe de Bélgica (1837-1905), príncipe de Bélgica, príncipe de Sajonia-Coburgo-Gotha, duque de Sajonia. Conde de Flandes, hijo de Leopoldo I de Bélgica, rey de los Belgas.
1905-1909: Alberto de Bélgica (1875-1934), Hijo del anterior, príncipe de Bélgica, príncipe de Sajonia-Coburgo-Gotha, duque de Sajonia. Conde de Flandes (1905-1909), hasta su sucesión al trono de Bélgica en 1909.
1910-1983: Carlos de Bélgica (1903-1983), Hijo del anterior, príncipe de Bélgica, conde de Flandes (1910-1983), Regente (1944-1950).

### Reyes de España: Casa de Borbón
2014-actual.: Felipe VI de España (1968-actual.), rey de España, conde de Flandes.